# Шапиро-Тулин, Борис Евсеевич
Борис Евсеевич Шапиро-Тулин (настоящая фамилия Шапиро; род. 31 января 1947, Бобруйск, БССР) — советский и российский поэт, писатель, драматург, сценарист.

## Биография
Родился в Бобруйске Могилёвской области в семье юриста и педагога. В 1969 году окончил Тульский Политехнический Институт. После окончания института работал на инженерных должностях. С 1982 года занялся литературной деятельностью.
Поэт, писатель, драматург. Член Союза писателей Москвы. Автор пьес: «Соло для принцессы», «Замок с секретом», «Этот счастливчик Джерри». Лауреат Всероссийского театрального фестиваля (1982).
Сценарист многосерийных телевизионных фильмов: «Не имеющий чина», «Уполномочен революцией», снятых по заказу Гостелерадио СССР и документального фильма «Тема и вариации» Творческое объединение Экран.
Автор и ведущий телевизионных программ АТВ и Телеэкспо: «Золотая удочка», «Небосклон», соведущий программ «Третий глаз», «Эра Водолея». Автор сценария документально-публицистического телевизионного фильма «Данте — прикосновение к тайне».
Автор стихотворных сборников: «Элегии» и «Лента времени».
Автор книг: «Адрес явки сообщаю», «Вспышка магния и… свет истории», «Зеркало и календарь судьбы», «Зазеркалье и календарь судьбы», «Символы судьбы», «Принцип навигатора», «Секретный алфавит богов», «Тайная азбука сновидений», «Магия четвёртого принципа», «Лента времени», «Тайны великой книги», «Один счастливый случай или бобруйские жизнелюбы», «История одной большой любви или Бобруйск forever», «Происшествие исключительной важности или из Бобруйска с приветом», «Сад Сновидений», «Жёлтые цветы для синей рыбы», «Чужая женщина за дверью. Проза и не только»,  "Такая короткая вечность. Импровизация на библейские темы".
Победитель Всероссийского конкурса короткого рассказа, проводимого в рамках Бунинского фестиваля (2018)

## Фильмография
- 1. «Тема и вариации» — автор сценария, соавтор Эдуард Кольбус, литературный псевдоним А.Черкизов, Творческое объединение Экран (1979)
- 2. «Не имеющий чина» — автор сценария, соавтор Эдуард Вериго. Трёхсерийный телевизионный фильм, Свердловская киностудия по заказу Гостелерадио СССР (1985)
- 3. «Уполномочен Революцией» — автор сценария, соавторы Эдуард Вериго и Зиновий Ройзман. Трёхсерийный телевизионный фильм, киностудия Узбекфильм по заказу Гостелерадио СССР (1987)
- 4. «Упасть вверх» — актёр (2002)

## Пьесы
- 1. «Соло для принцессы» — автор пьесы, соавтор Эдуард Кольбус
- 2. «Замок с секретом» — автор пьесы, соавтор Эдуард Вериго
- 3. «Этот счастливчик Джерри» — автор пьесы, соавтор Эдуард Кольбус

## Телевидение и радио
- 1. «Третий глаз» — соведущий, АТВ
- 2. «Небосклон» — автор и ведущий, Телеэкспо
- 3. «Золотая удочка» — автор и ведущий, Телеэкспо
- 4. «Эра Водолея» — соведущий, АТВ
- 5. «Данте — прикосновение к тайне» — автор сценария
- 6. «Мартовские колокола, или Хроника бессмертия» - автор радиоспектакля, Советское радио. ГОСТЕЛЕРАДИОФОНД